# Bernardo Segura
Pour les articles homonymes, voir Segura (homonymie).
Bernardo Segura Rivera, né le 11 février 1970 à San Mateo Atenco (Mexique) est un athlète mexicain, spécialiste de la marche.

## Biographie
Il remporte la Coupe panaméricaine de marche à trois reprises, en 1992, en 1994 et en 2000.
En raison d'une technique non irréprochable, il a été souvent disqualifié lors des compétitions majeures : lors des championnats du monde de 1993 et de 1995 mais surtout alors qu'il avait franchi en tête les 20 km des Jeux de Sydney. Alors que le président Ernesto Zedillo le congratulait au téléphone, il est alors disqualifié par les juges.

## Palmarès

### Jeux olympiques
- Jeux olympiques d'été de 1996 à Atlanta :
  -  Médaille de bronze du 20 km marche

### Coupe du monde
- Coupe du monde 1999 à Mézidon-Canon :
  -  Médaille d'or sur 20 km marche
- Coupe du monde 1995 à Pékin :
  -  Médaille de bronze sur 20 km marche

### Jeux panaméricains
- Jeux Panaméricains de 1999 à Winnipeg :
  -  Médaille d'or du 20 km marche
- Jeux Panaméricains de 2003 à Saint-Domingue :
  -  Médaille d'argent sur 20 km marche